# Liste der Zuflüsse der Volme
Die Liste der Zuflüsse der Volme führt die direkten Nebengewässer der Volme auf.

## Volme
Die Volme ist ein 50,5 km langer linker Zufluss der Ruhr in Nordrhein-Westfalen. Ihr Einzugsgebiet ist 427,82 km² groß und ihr mittlerer Abfluss (MQ) beträgt an der Mündung 9,79 m³/s.

## Tabelle
Anmerkungen zur Tabelle
1. ↑  Daten (Länge, EZG, MQ, Höhen) nach dem ELWAS-WEB - Wasserdaten NRW des Ministeriums für Umwelt, Naturschutz und Verkehr NRW (Hinweise)
2. ↑  Gewässerkennzahl, in Deutschland die amtliche Fließgewässerkennziffer mit zur besseren Lesbarkeit eingefügtem Trenner hinter dem Präfix, das einheitlich für den allen gemeinsamen Vorfluter Volme steht.
3. ↑  Die Längenangaben bei Gewässer mit unbekannter GKZ erfolgen durch Eigenmessung
4. ↑  Die Daten der Volme zum Vergleich